# Eva Lagerwall

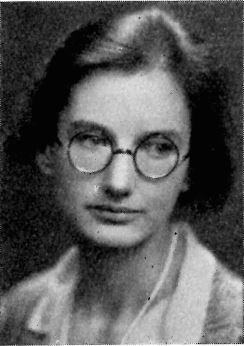
Eva Lagerwall.

Eva Helena Gadolin-Lagerwall, född 18 augusti 1898 i Wallington, England, död 10 mars 1960 i Uppsala, var en svensk psykiater. Hon var dotter till Ivar Lagerwall och Isa Gadolin.
Efter studentexamen 1917 blev Lagerwall medicine kandidat 1925 och medicine licentiat vid Karolinska institutet i Stockholm 1929. Hon var sinnessjukläkare i Stockholm från 1936 och överläkare vid rättspsykiatriska kliniken i Uppsala från 1946. Hon var läkare och rådgivande psykiater vid ungdomsanstalten för unga män i Uppsala från 1950.
Lagerwall skrev Sagan om gunghästen, som fick en själ och kom till himmelriket (1926) och Prins Prigio av Pantouflia (tillsammans med Elsa Beskow, 1934) På det gamla mentalsjukhusområdet Ulleråker i Uppsala finns Eva Lagerwalls väg.